# 임신 천궁도
임신 천궁도(妊娠 天宮圖, conception chart)는 13세기의 중국에 그것의 기원이 있다. 그것은 임신한 여자에게 그녀의 태아의 사회적 성별을 예언하는 데 목적을 두고 있다. 그것의 정확성은 과학적 방법으로 확립되지 않는다. 성별이 다른 쌍둥이가 태어나기도 한다는 사실이 그것의 정확성에 대한 의문을 더한다.
점성술에서, 출생 천궁도(出生 天宮圖, natal chart)는 출생의 날짜와 시간의 천체도이다. 출생 천궁도를 사용하여 임신 천궁도를 작성하는 한 가지 방법이 있다. 임신 천궁도는 출생인이 임신된 날짜와 시간의 천체도이다. 출생 천궁도에서 달의 위상과 상승점 그리고 달의 위치를 사용하여 임신 기간을 계산하는 규칙이 있다. 중국의 임신 천궁도에 근거하는 것으로 추정되는 한 차트가 《마더링(Mothering)》지에 게재된 적이 있는데, 거기에서는 아이의 성별이 어머니의 수태시 연령에 부분적으로 영향을 받는다고 주장한다.